# Thecla umbratus
Thecla umbratus är en fjärilsart som beskrevs av Carl Geyer 1837. Thecla umbratus ingår i släktet Thecla och familjen juvelvingar. Inga underarter finns listade i Catalogue of Life.